# Halla parthenopeia
Espèce
Le ver de chalut, Halla parthenopeia, est une espèce de vers marins polychètes appartenant à la famille des Oenonidae. C'est la seule espèce du genre Halla.

## Répartition
Le ver de chalut est présent en mer Méditerraneé.

## Description
Le ver de chalut peut atteindre une centaine de centimètres, de couleur marron orangé. Il est reconnaissable au mucus de couleur violette qu'il sécrète et qui tâche les doigts.